# 93 Oddział Pograniczny NKWD
93 Oddział Pograniczny NKWD (ros. 93-й пограничный  отряд войск НКВД СССР, 93-й Лисковский погранотряд) (inaczej 20 Oddział Wojsk Pogranicznych NKWD) - jeden z oddziałów pogranicznych w składzie wojsk Ludowego Komisariatu Spraw Wewnętrznych ZSRR.
Oddział ten obsadzał umocnienia radzieckie nad Sanem pod Sanokiem a jego dowódcą był ppłk. W. A. Abyzow.
Koszary jednostki znajdowały się w Olchowcach. Sztab znajdował się w Lesku. W czerwcu 1941 wspierany przez 72 Dywizję Strzelecką Górską wchodzącą w skład 12 Armii, uległy następnie natarciu niemiecko-słowackiemu po przełamaniu Linii Mołotowa.
Część sowieckich jeńców trafiła następnie do utworzonego przez Niemców obozu na terenie Olchowiec. Obóz ten został rozbudowany nakładem niewolniczej pracy Żydów.  
93 Oddział Pograniczny NKWD należał do Okręgu Ukraińskiego Wojsk Pogranicznych NKWD, w którego skład wchodziły oprócz niego oddziały 20, 22, 90, 91, 92, 94, 95, 97, 98 oraz Szkoła Podoficerska Wojsk Pogranicznych NKWD w Wysocku.

## Dowódcy
- W. A. Abyzow

## Litaratura
- Rutkiewicz Jan, Kulikow Walerij N, Wojska NKWD 1917–1946, Barwa i Broń, 1998.